# Wim van de Camp
Wilhelmus Gerardus Johannes Maria (Wim) van de Camp (ur. 27 lipca 1953 w Oss) – holenderski polityk, długoletni poseł krajowy, deputowany do Parlamentu Europejskiego VII i VIII kadencji.

## Życiorys
Uzyskał tytuł zawodowy inżyniera w 1976 na Hogere Landbouwschool voor Tropische Landbouw w Deventer. W 1982 został absolwentem prawa na Katolickim Uniwersytecie w Nijmegen.
Od 1972 działał w Katolickiej Partii Ludowej, wraz z nią w 1980 przystąpił do Apelu Chrześcijańsko-Demokratycznego. Pełnił funkcje przewodniczącego organizacji młodzieżowej KVP i wiceprzewodniczącego młodzieżówki CDA. Zasiadał też we władzach wykonawczych partii. Od 1982 do 1986 pracował jako prawnik w związku gmin Holandii. W latach 1986–2009 nieprzerwanie sprawował mandat deputowanego do Tweede Kamer, niższej izby Stanów Generalnych.
W wyborach w 2009 kandydował jako lider listy krajowej CDA do Parlamentu Europejskiego, uzyskując mandat europosła VII kadencji. W PE przystąpił do grupy Europejskiej Partii Ludowej oraz Komisji Wolności Obywatelskich, Sprawiedliwości i Spraw Wewnętrznych. W 2014 uzyskał europarlamentarną reelekcję.
Jest jawnym homoseksualistą.